# Microsciurus alfari
Microsciurus alfari är en däggdjursart som först beskrevs av J. A. Allen 1895.  Microsciurus alfari ingår i släktet amerikanska dvärgekorrar, och familjen ekorrar. IUCN kategoriserar arten globalt som livskraftig.
Inga underarter finns listade i Catalogue of Life. Wilson & Reeder (2005) skiljer mellan 6 underarter.

## Utseende
Arten blir ungefär 15 cm lång (huvud och bål) och har en cirka 12 cm lång svans. Pälsens grundfärg på ovansidan är brun-olivgrön och ofta förekommer en rödaktig skugga. På undersidan har pälsen en ljusgrå till ljusbrun färg, ibland med orange skugga.

## Utbredning och habitat
Microsciurus alfari har två från varandra skilda populationer, en i Costa Rica och Panama och den andra i låglandet mellan Colombias nordvästra bergstrakter. I Nicaragua iakttogs bara en individ hittills. Denna ekorre vistas främst i städsegröna skogar.

## Ekologi
Individerna är allmänt aktiva på dagen men de kan även vara aktiva på natten. De lever främst ensamma och klättrar i växtligheten eller går på marken. Arten äter frukter, nötter, frön, bark och gröna växtdelar samt några insekter. Ungarna föds i boet som byggs av blad och andra växtdelar.